# Stinkdrüse
Als Stinkdrüse bezeichnet man generell eine Drüse, die eine unangenehm riechende Substanz abgibt. Die Sekrete dienen dabei sehr häufig als Abwehrmittel gegen Angreifer und können neben den übelriechenden Substanzen häufig auch Wehrsekrete enthalten, etwa Säuren oder Gifte. Zudem dienen sie häufig der innerartlichen Kommunikation.
Stinkdrüsen sind nicht auf bestimmte Tiergruppen beschränkt, man findet sie allerdings vornehmlich bei Insekten (Wanzen, Schnellkäfer), grundsätzlich bei Weberknechten und einigen Säugetieren. Bei letzteren leiten sie sich von Schweiß- oder Duftdrüsen ab. Bekannt für ihre Stinkdrüsen sind verschiedene Marderarten wie Iltisse und Zorillas sowie vor allem die Skunks.

## Belege
1. 1 2 3 4  „Stinkdrüsen“ im Lexikon der Biologie, Spektrum.de; abgerufen am 24. Mai 2020.